# Estação Egaleo
Egaleo (em grego: Αιγάλεω) é uma estação da Linha 3 do Metro de Atenas, localizada no município de Egaleo, região metropolitana de Atenas, Grécia.

## Localização
A estação está situada na Avenida Iera Odos, próxima a áreas residenciais e comerciais do município de Egaleo, facilitando o acesso à rede metroviária para os moradores da região oeste de Atenas.

## História
Inaugurada em 26 de maio de 2007, a estação Egaleo faz parte da expansão da Linha 3, que visou melhorar o transporte público para os bairros periféricos de Atenas.

## Estrutura
É uma estação subterrânea com duas plataformas laterais e duas vias. A estação possui acessibilidade completa, incluindo elevadores, rampas e sinalização tátil para pessoas com mobilidade reduzida.

## Serviços
A estação oferece integração com diversas linhas de ônibus municipais, além de contar com comércio local e pontos de táxi nas proximidades.

## Operação
A Linha 3 opera com intervalos entre 4 e 8 minutos nos horários de pico, garantindo fluxo contínuo para os usuários da estação.